# Anthela excellens
Anthela excellens là một loài bướm đêm thuộc họ Anthelidae. Loài này có ở Úc.